# Parafia św. Józefa w Turowie
Parafia pw. św. Józefa w Turowie - parafia należąca do dekanatu Szczecinek, diecezji koszalińsko-kołobrzeskiej, metropolii szczecińsko-kamieńskiej. Została utworzona 22 grudnia 1980.  Siedziba parafii mieści się pod numerem 39.

## Miejsca święte

### Kościół parafialny
Kościół pw. św. Józefa w Turowie
Kościół parafialny został zbudowany w XIX wieku w stylu neogotyckim; poświęcony w 1947.

### Kościoły filialne i kaplice
- Kościół pw. Wszystkich Świętych w Wilczych Laskach
- Punkt odprawiania Mszy św. w Dzikach